# Tasso Fragoso
Tasso Fragoso là một đô thị thuộc bang Maranhão, Brasil. Đô thị này có diện tích 4382,944 km², dân số năm 2007 là 6458 người, mật độ 1,47 người/km².